# Jean Meyendorff
Jean Meyendorff, de son nom complet russe Ivan Feofilovitch baron von Meyendorff (Иоанн Феофилович Мейендорф), né le 17 février 1926 à Neuilly-sur-Seine et mort le 22 juillet 1992 à Montréal, est un théologien orthodoxe de langues française et anglaise, professeur à l'Institut de théologie orthodoxe Saint-Serge de Paris, puis doyen du séminaire Saint-Vladimir (État de New York). 

## Biographie
Jean Meyendorff est né en France d'une famille de barons germano-baltes intégrée à la noblesse russe et émigrée après la révolution d'Octobre : la famille von Meyendorff.

## Publications

### En français
- Grégoire Palamas. Défense des saints hésychastes : Introduction, texte critique, traduction, et notes,  Louvain, Spicilegium sacrum lovaniense, 1959
- Introduction à l'étude de Grégoire Palamas, Patristica Sorbonensia, v. 3, Paris, Éditions du Seuil, 1959
- Saint Grégoire Palamas et la mystique orthodoxe, "Maîtres spirituels", Paris, Éditions du Seuil, 1959, 1976
- L'Église orthodoxe, hier et aujourd'hui, Paris, Éditions du Seuil, 1960, 1969
- Orthodoxie et Catholicité, Paris, Éditions du Seuil, 1965
- Le Christ dans la théologie byzantine, Paris, Cerf, 1969
- Defense des saints hésychastes, 2e éd. Louvain, Spicilegium sacrum lovaniense, 1973. 2 v.
- La Primauté de Pierre dans l'Église orthodoxe (avec Nicolas Afanassieff et al.)
- Initiation à la théologie byzantine : L'histoire et la doctrine, Paris, Cerf, 1975
- Le Mariage dans la perspective orthodoxe, Paris, YMCA Press, 1986
- Unité de l'Empire et divisions des chrétiens, Paris, Cerf, 1992

### Autres langues
- Rome, Constantinople, Moscow: Historical and Theological Studies, Crestwood, NY: SVS Press, 1996.
- The Primacy of Peter: Essays in Ecclesiology and the Early Church, rev. ed. Crestwood, NY: SVS Press, 1992.
- The Legacy of St Vladimir, ed., with Fr. John Breck and Eleana Silk. Crestwood, NY: SVS Press, 1990.
- Vizantiia i Moskovskaia Rus': ocherk po istorii tserkovnykh i kul'turnykh sviazei v XIV veke. Paris: YMCA Press, 1990; tr. of Byzantium and the Rise of Russia.
- Christian Spirituality: Post-Reformation and Modern, ed., with L. Dupe, Don E. Saliers, ed. New York: Crossroad, 1989.
- Chrystus Zwyciezyl: Wokol Chryta Rusi Kijowsidej. Warsaw: Verbinum, 1989.
- Imperial Unity and Christian Divisions: The Church 450–680 AD. Crestwood, NY: SVS Press, 1989.
- A Legacy of Excellence, ed., with Vladimir Borichevsky and William Schneirla. Crestwood, NY: SVS Press, 1988.
- Vyzantio kai Rosia: Meleton Vizantino-Rosikon Scheseon kata to 14 Aiona. Athens: Ekdoseis Domos, 1988; tr. of Byzantium and the Rise of Russia: A Study of Byzantine-Russian Relations in the Fourteenth Century.
- Christian Spirituality: High Middle Ages and Reformation, ed., with J. Raitt and B. McGinn. New York: Crossroad, 1987.
- Vision of Unity. Crestwood, NY: SVS Press, 1987.
- Witness to the World. Crestwood, NY: SVS Press, 1987.
- Christian Spirituality: Origins to the Twelfth Century, ed., with Bernard McGinn, World Spirituality, v. 16. New York: Crossroad, 1985.
- Vvedenie v sviatootecheskoe bogoslovie: konspekty lektsii. New York: Religious Books for Russia, 1985. 2nd ed.
- Vizantijsko Bogoslovlje, Kragujevac, 1985; tr. of Byzantine Theology: Historical Trends and Doctrinal Themes.
- Byzantine Theology: Historical Trends and Doctrinal Themes. New York: Fordham, 1983. 2nd ed., 2nd printing with revisions.
- Catholicity and the Church. Crestwood, NY: SVS Press, 1983.
- Gamos: mia Orthodoxe Prooptike. Athens: Ekdose Hieras Metropoleos Thevon kai Levadeias, 1983; tr. of Marriage: An Orthodox Perspective
- Sveti Grigorije Palama i pravoslavna mistika. Beograd, 1983; tr. of St Grégoire Palamas et la mystique orthodoxe.
- Ho Christos soterias semena Homilia-sychetese? Athens: Synaxe, 1985.
- Teologla bizantyjska. historia i doktiyna. Warsaw: Instytut Wydawn. Pax., 1984; tr. of Byzantine Theology: Historical Trends and Doctrinal Themes.
- The Triads: Gregory Palamas, ed., with introduction. New York: Paulist Press, 1983.
- Catholicity and the Church, 1983.
- The Byzantine Legacy in the Orthodox Church. Crestwood, NY: SVS Press, 1982.
- Vvedenie v sviatootecheshoe bogoslovie: konspekfy lektsu. New York: Religious Books for Russia, 1982.
- Byzantium and the Rise of Russia: A Study of Byzantino-Russian Relations in the Fourteenth Century. Cambridge: Cambridge University Press, 1981.
- The Orthodox Church. Crestwood, NY: SVS Press, 1981; 3rd rev. ed.
- The Byzantine Legacy in the Orthodox Church, 1981.
- Pravoslavie v sovremennom mire, added title page: "Orthodoxy in the Contemporary World." New York: Chalidze Publications, 1981.
- Byzantium and the Rise of Russia. A Study of Byzantino-Russian Relations in the Fourteenth Century. Crestwood, NY: SVS Press, 1989; reprint of Cambridge ed. of 1980.
- Byzantine Theology: Historical Trends and Doctrinal Themes. New York: Fordham University Press, 1979; 2nd ed.
- Living Tradition. Crestwood, NY: St Vladimir's Seminary Press, 1978.
- The Sacrament of Holy Matrimony. New York: Dept. of Religious Education, Orthodox Church in America, 1978; reprint of 1975 ed.
- Trinitarian Theology East and West: St Thomas Aquinas-St Gregory Palamas, with Michael Fahey. Brookline, MA: Holy Cross Orthodox Press, 1977.
- Byzantine Theology: Historical Trends and Doctrinal Themes. London: Mowbrays, 1975.
- Byzantine Hesychasm: Historical, Theological and Social Problems: Collected Studies. London: Variorum Reprints, 1974.
- Byzantine Theology: Historical Trends and Doctrinal Themes. New York: Fordham University Press/London: Mowbrays, 1974.
- St Gregory Palamas and Orthodox Spirituality. Crestwood, NY: SVS Press & Bedfordshire: Faith Press, 1974.
- A Study of Gregory Palamas, 2nd ed. Bedfordshire: Faith Press & Crestwood, NY: SVS Press, 1974.
- The New Man: An Orthodox and Reformed Dialogue, ed., with Joseph McLelland. New Brunswick: Agora Books, 1973.
- Christ in Eastern Christian Thought. Washington, DC: Corpus Books, 1969; tr. of Le Christ dans la theologie Byzantine.
- Sv. Grigorije Palama i pravoslavna mistika, 1969; tr. of St Grégoire Palamas et la mystique orthodoxe.
- The Orthodox, "Ecumenical Series", New York, Paulist Press, 1966.
- Syggrammata, ed., with Boris Bobrinskoy, P. Papaeuaggelou, and P. Christou. Thessaloniki: Endidetai syndromi tou basilieou Idrimatos, 1962.